# Julio Valentín González
Julio Valentín Ferreira González (Asunción, 26 agosto 1981) è un ex calciatore paraguaiano, di ruolo attaccante.

## Carriera

### Club
Acquistato dal Vicenza nel 2001, dopo essersi messo in mostra nel Guaraní (10 reti in 12 presenze), nel gennaio del 2002 fa ritorno alla squadra di provenienza.
Rientrato nella stagione 2002-2003, non disputa nessuna gara ufficiale con l'allora allenatore Andrea Mandorlini, e gioca con la formazione Primavera nel campionato di categoria. Ritornato in Sudamerica, milita per due stagioni nel Tacuary e successivamente nel Nacional Asunción.
Rientrato nuovamente al Vicenza, col passare del tempo conquista la fiducia del mister Giancarlo Camolese, trovando, a suon di gol, un posto da titolare nella formazione biancorossa. Nel dicembre del 2005 è difatti il miglior marcatore della squadra e uno dei migliori bomber della Serie B con 8 gol in 15 presenze.
Dopo l'incidente che gli ha fatto perdere il braccio sinistro, dal marzo del 2007 è tornato ad allenarsi col Vicenza, e il suo rientro era previsto per giugno del 2007, ma non ha mai ottenuto l'idoneità all'attività sportiva agonistica.
Considerato il fatto che in Italia potrebbe giocare solamente a livello dilettantistico, nel luglio 2007 fa ritorno nel campionato del Paraguay nelle file del Tacuary, dove, il 16 novembre 2007 torna a calcare i campi da gioco, nello scontro tra Tacuary e Olimpia Asunción.
Nel 2008 viene ingaggiato dal Presidente Hayes.

### Nazionale
Ha vinto la medaglia d'argento alle Olimpiadi di Atene 2004.

## L'incidente
(Julio González, prima del suo ritorno in campo dopo 2 anni)
Il 22 dicembre 2005, in seguito ad un incidente automobilistico, in cui viene coinvolto insieme al compagno argentino Gerardo Ruben Grighini, viene ricoverato in gravi condizioni all'ospedale di Padova, (tra l'altro gli sono effettuate una trentina di trasfusioni nelle prime 24 ore) dove, il 17 gennaio 2006, in seguito a gravi complicazioni, i medici sono costretti ad amputargli il braccio sinistro.
Da allora sono moltissime le manifestazioni di solidarietà provenienti dal mondo sportivo, compresa una visita di Alex Zanardi, che a suo tempo, si trovò a sostenere una simile vicenda.
È stato sottoposto a diversi interventi per una completa riabilitazione del braccio destro, e per l'applicazione di una protesi a quello sinistro, il tutto con l'obiettivo, come lui stesso dichiarò, di ritornare un giorno a giocare a calcio.
Nel dicembre del 2006 riceve il premio "Il bello del calcio", istituito da La Gazzetta dello Sport per ricordare Giacinto Facchetti e in particolare i suoi valori morali.

## Fuori dal campo
Ha partecipato come ospite protagonista ad una puntata della trasmissione Il bivio - Cosa sarebbe successo se..., condotta da Enrico Ruggeri.
Attualmente è il coordinatore di Inter Campus in Paraguay.

## Statistiche

### Cronologia presenze e reti in nazionale
| Cronologia completa delle presenze e delle reti in nazionale ― Paraguay | Cronologia completa delle presenze e delle reti in nazionale ― Paraguay | Cronologia completa delle presenze e delle reti in nazionale ― Paraguay | Cronologia completa delle presenze e delle reti in nazionale ― Paraguay | Cronologia completa delle presenze e delle reti in nazionale ― Paraguay | Cronologia completa delle presenze e delle reti in nazionale ― Paraguay | Cronologia completa delle presenze e delle reti in nazionale ― Paraguay | Cronologia completa delle presenze e delle reti in nazionale ― Paraguay |
| Data                                                                    | Città                                                                   | In casa                                                                 | Risultato                                                               | Ospiti                                                                  | Competizione                                                            | Reti                                                                    | Note                                                                    |
| ----------------------------------------------------------------------- | ----------------------------------------------------------------------- | ----------------------------------------------------------------------- | ----------------------------------------------------------------------- | ----------------------------------------------------------------------- | ----------------------------------------------------------------------- | ----------------------------------------------------------------------- | ----------------------------------------------------------------------- |
| 2-6-2001                                                                | Asunción                                                                | Paraguay                                                                | 1 – 0                                                                   | Cile                                                                    | Qual. Mondiali 2002                                                     | -                                                                       | 46’                                                                     |
| 12-7-2001                                                               | Cali                                                                    | Perù                                                                    | 3 – 3                                                                   | Paraguay                                                                | Coppa America 2001 - 1º turno                                           | -                                                                       | 46’                                                                     |
| 15-7-2001                                                               | Cali                                                                    | Messico                                                                 | 0 – 0                                                                   | Paraguay                                                                | Coppa America 2001 - 1º turno                                           | -                                                                       | 76’                                                                     |
| 18-7-2001                                                               | Cali                                                                    | Brasile                                                                 | 3 – 1                                                                   | Paraguay                                                                | Coppa America 2001 - 1º turno                                           | -                                                                       | 64’                                                                     |
| 14-7-2004                                                               | Arequipa                                                                | Brasile                                                                 | 1 – 2                                                                   | Paraguay                                                                | Coppa America 2004 - 1º turno                                           | 1                                                                       | 62’ 63’                                                                 |
| Totale                                                                  |                                                                         | Presenze                                                                | 5                                                                       |                                                                         | Reti                                                                    | 1                                                                       |                                                                         |

## Palmarès

### Nazionale
- Argento olimpico: 1

Atene 2004

### Individuale
- Premio internazionale Giacinto Facchetti: 1

2006